# نقش تومال
إن كتابة تومال  هي كتابة من بلاد سومر القديمة من عهد الحاكم إشبي إيرا.وتسرد الكتابة أسماء الحكام الذين بنوا المعابد المخصصة للإله إنليل في نيبور  ومعابد زوجته نينليل في تومال،  والذي كان من بينهم ملك كيش إينمينباراجيسي ووريثه أككا.
تمت كتابة الوقائع بواسطة شخصين من نيبور، وهما على الأرجح أور و(ستيفن إدواردز)  وهناك عدد من التحليلات الدينية للنقوش وجدت أدلة داخل النص تثبت المطالبة بالتدخل الإلهي.
كانت الكتابة مفيدة في فهم علم الآثار وتاريخ الملك جلجامش.